# Górolasek
Górolasek (Hybomys) – rodzaj ssaków z podrodziny myszy (Murinae) w obrębie rodziny myszowatych (Muridae).

## Rozmieszczenie geograficzne
Rodzaj obejmuje gatunki występujące w Afryce.

## Morfologia
Długość ciała (bez ogona) 105–160 mm, długość ogona 90–132 mm, długość ucha 15–20 mm, długość tylnej stopy 25–33 mm; masa ciała 46–95 g.

## Systematyka
Rodzaj zdefiniował w 1910 roku angielski zoolog Oldfield Thomas w artykule zatytułowanym Nowe afrykańskie ssaki, opublikowanym w czasopiśmie „The Annals and magazine of natural history”. Gatunkiem typowym jest (oznaczenie monotypowe) górolasek dżunglowy (H. univittatus). 

### Etymologia
Hybomys: gr. ὑβος hybos ‘garbaty’; μυς mus, μυος muos ‘mysz’.

### Podział systematyczny
Do rodzaju należą następujące gatunki:
| Grafika | Gatunek             | Autor i rok opisu | Nazwa zwyczajowa     | Podgatunki         | Rozmieszczenie geograficzne | Podstawowe wymiary                                   | Status IUCN |
| ------- | ------------------- | ----------------- | -------------------- | ------------------ | --- | ---------------------------------------------------- | ----------- |
|         | Hybomys univittatus | (W. Peters, 1876) | górolasek dżunglowy  | gatunek monotypowy | Kotlina Konga i Wielki Rów Zachodni od rzeki Niger na wschód do jeziora Wiktorii; izolowane populacje w północno-zachodniej Zambii i sąsiadującej Demokratycznej Republice Konga; zakres wysokości: do 1200 m n.p.m. | DC: 11,7–14 cm DO: 10,5–12,1 cm MC: 46–70 g          | LC          |
|         | Hybomys lunaris     | (O. Thomas, 1906) | górolasek księżycowy | gatunek monotypowy | endemit Ugandy: góry Ruwenzori; prawdopodobnie Kanyaware (las Kibale) 60 km znanego zasięgu; zakres wysokości: 1500–2700 m n.p.m.                                                                                    | DC: około 10,8 cm DO: około 11,5 cm MC: brak danych; | VU          |
|         | Hybomys rufocanus   | (Tullberg, 1893)  | górolasek kameruński | gatunek monotypowy | endemit Kamerunu: wyżyny na zachodzie; zakres wysokości: do 2000 m n.p.m. | DC: 10,5–13,7 cm DO: 10,8–12,1 cm MC: 55–75 g        | NE          |
|         | Hybomys basilii     | Eisentraut, 1965  | górolasek wyspowy    | gatunek monotypowy | endemit Gwinei Równikowej: Bioko; zakres wysokości: 450–2000 m n.p.m. | DC: 11,8–16 cm DO: 9–13,2 cm MC: 70–95 g             | EN          |

Kategorie IUCN:  LC  – gatunek najmniejszej troski,  VU  – gatunek narażony,  EN  – gatunek zagrożony;  NE  – gatunki niepoddane jeszcze ocenie.  